# جون كوينسي سميث
جون كوينسي سميث (بالإنجليزية: John Quincy Smith)‏ هو دبلوماسي وسياسي أمريكي، ولد في 5 نوفمبر 1824 في الولايات المتحدة، وتوفي بنفس المكان في 30 ديسمبر 1901. حزبياً، نشط في الحزب الجمهوري. انتخب عضو مجلس نواب أوهايو وانتخب عضو مجلس النواب الأمريكي.